# 祝勝歌
祝勝歌（しゅくしょうか、古典ギリシア語：Επινικια、Epinikia、エピニーキア ）とは競技・競争等での勝利を祝ってうたう歌・詩である。一般に、古代ギリシアにあってオリュンピア競技祭などの勝利者を称える目的で造られた歌・詩を指す。「祝捷歌」「捷利歌」とも呼ばれる。

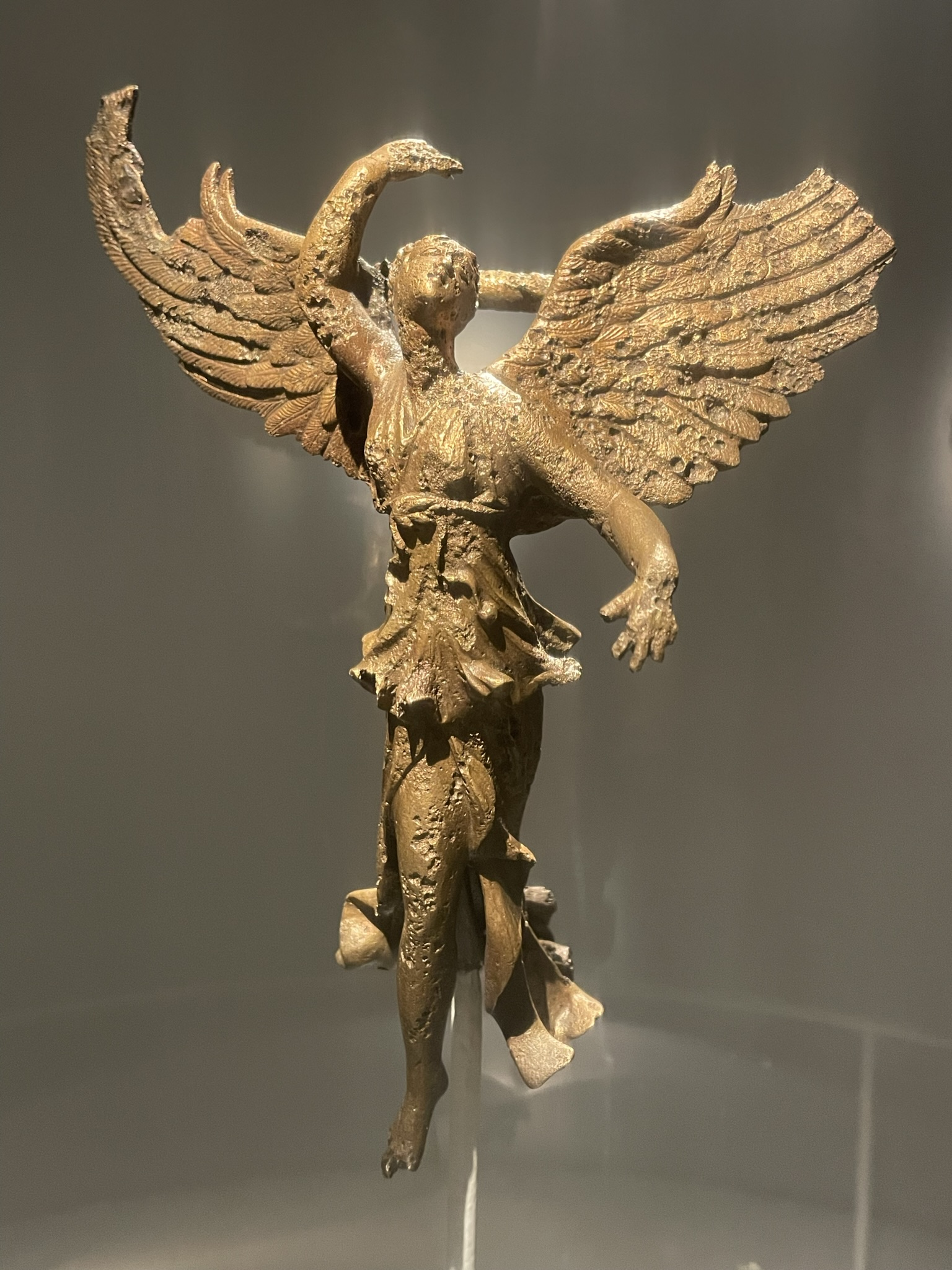
コルキスのニーケー

とりわけ、古代ギリシアにあって、紀元前5世紀初頭から中期にかけて活躍した詩人ピンダロスの詩作品が名高い。一方、逆に敗者をせせら笑う嘲喩を込めた歌もまた古代においては多々発見されている。

## 概説
祝勝歌は、古代ギリシアにおいて、古くから盛んであった各種競技などの勝者を祝って、その場で歌われる頌歌などが知られているが、これらは単純な形式で、決まった称賛の言葉を繰り返すものであった。
オリュンピア競技祭やピューティア競技祭が定例的に開催され、全ギリシアの住民が、参加者、観覧者として大規模に集結するようになると、これらの競技祭で勝利することは、参加者個人にとって大きな名誉であると共に、参加者の出身都市（ポリス）にとっても大きな名誉であり、他の都市に対し誇ることのできる業績ともなった。

### 詩人への祝勝歌の依頼
ポリスの有力者（王、僭主、貴族、富裕者）などは、みずから競技祭に参加し、また優れた競技者を手元において、競技に参加させ、都市に優勝の栄光をもたらすことを考えた。またポリス自体も、自治組織がポリスを代表する選手を競技祭に送り出し、様々な面倒を見ることに熱心になった。
古代ギリシアの四大競技祭典、すなわちオリュンピア競技祭、ピューティア競技祭、イストミア競技祭、ネメアー競技祭の勝利者に対し、その勝利を称える頌歌の形式が、このようにして生み出され、それは間もなく専門の詩人に委嘱されるようになった。当時、名声を博していた詩人シモーニデースや、少し時代が遅れるバッキュリデースやピンダロスに、祝勝歌の詩作が依頼された。
このような依頼は、実際に競技で勝利が決まってから依頼が行われる場合と、あらかじめに、もし競技で優勝した場合はという前提で、事前に詩人に依頼が予約されるケースがあったと考えられる。依頼者は、優勝者自身やその親族であったとされる。またピンダロスの詩をみると、依頼がなくとも、詩人みずからの意志で勝利者に対し祝勝歌を記し贈ったこともあると考えられる。

### 祝勝歌の演奏様式
祝勝歌は、もともとの起源では、競技で勝利を得た者を、その場で人々が称えて歌い、音楽を演奏したものとされる。このような「うた」は現地演奏タイプとも呼べる。
祝勝歌は、今日伝存しているものは「詩」の形の文学であるが、実際には、竪琴（キタラ）やフルートなどの楽器の演奏と共に詩が歌われたものである。どのような歌われ方をしたのか、ピンダロスの祝勝歌の詩の分析等から、おおよその推定が行われている。
1. 現地演奏。優勝が決まったその場で歌われ演奏されるが、このためには事前に詩が作られていなければならない。従って、専門詩人に委嘱された祝勝歌というより、都市や地方などで慣習的に存在した頌歌がうたわれたと言える。アルキコロスの歌が、このような目的で使われた。この場合、勝利の祝賀の行列（コーモス）において、友人達が練り歩きつつ歌ったとされる。
2. 現地演奏。詩人みずからの朗読。オリュンピア競技祭典やピューティア競技祭典には、全ギリシア中から人々が訪れた。その為、多数の人々の前で自分の作品を披露する絶好な機会だったとも言える。即興的に、あるいは数日のあいだで詩作を行い、これを詩人がみずから朗読・発表するということもあった可能性がある。この場合は、背景に楽器の伴奏はなかったとも言える。
3. 優勝者の故郷での演奏。四大競技祭典の勝利者は、故郷において最大限の栄誉で迎えられた。このとき、やはり勝利の祝賀の行列が故郷のポリスでも行われ、各種楽器による華麗な演奏を背景に、祝勝歌が歌われたと考えられる。祝勝歌の演奏は、音楽や舞踊や行列と密接に結びついており、祝勝歌詩人は、単に詩作を行うだけでなく、このような音楽や舞踊や儀式の進行次第を総合的に監督したとも言える。
4. 独奏歌としての演奏。祝勝歌は、合唱隊や歌舞団によって集団でうたわれたコロス（合唱歌）であったというのが伝統的な解釈であった。しかし、近年になってレフコーヴィッツらは、詩人が勝利者やその縁者の邸で、竪琴を演奏しつつみずから朗読する独唱歌でもあった可能性を示唆している。朗読、あるいは独唱する詩人のまわりで、舞いが演じられたとも考えられる。

ピンダロスの祝勝歌のなかには、きわめて短いものや、『ピューティア第四祝勝歌』のような非常に長いものもあり、短いものは、現地での演奏に使用されたが、長い詩篇は、おそらく勝利者やその縁者の邸で詩人自身か、代理のものによって独奏されたと考えるのが妥当である。また、コーモス（行列）も、ポリスが主催する公式なものから、親しい友人たちによる行列があると考えられ、行列行進の後、目的地である、神殿や勝利者の家などの前で、長い祝勝歌がうたわれたとも考えられる。

## 文学形式としての祝勝歌
ピンダロスが代表する祝勝歌（epinikia）という文学ジャンルは、古代ギリシアにあって展開したが、その歴史は比較的に短い。競技等で優勝した者を、その場で称えて祝う伝統は古くから存在したと考えられるが、文学ジャンルとして、このような形式を生み出し完成させたのは、シモーニデース（紀元前556年 - 468年）であるとされる。
この頌歌の形式を広め最盛期を築いたのは、シモーニデースのほぼ同時代の人物で、一世代ほど後のバッキュリデース（紀元前467年頃最盛期）とピンダロス（紀元前518年以降 - 446年）である。この二人以降は、エウリーピデース（紀元前485年頃 - 406年）とカルリマコス（紀元前310年/305年頃 - 240年頃）の作品が知られるのみで、カルリマコスの作品はすでに、本来の「祝勝歌」の形式からは逸脱している。従って、古代ギリシアの文学ジャンルとしての祝勝歌は、2世紀半ほどの歴史しか持たない。

## ピンダロスとバッキュリデース

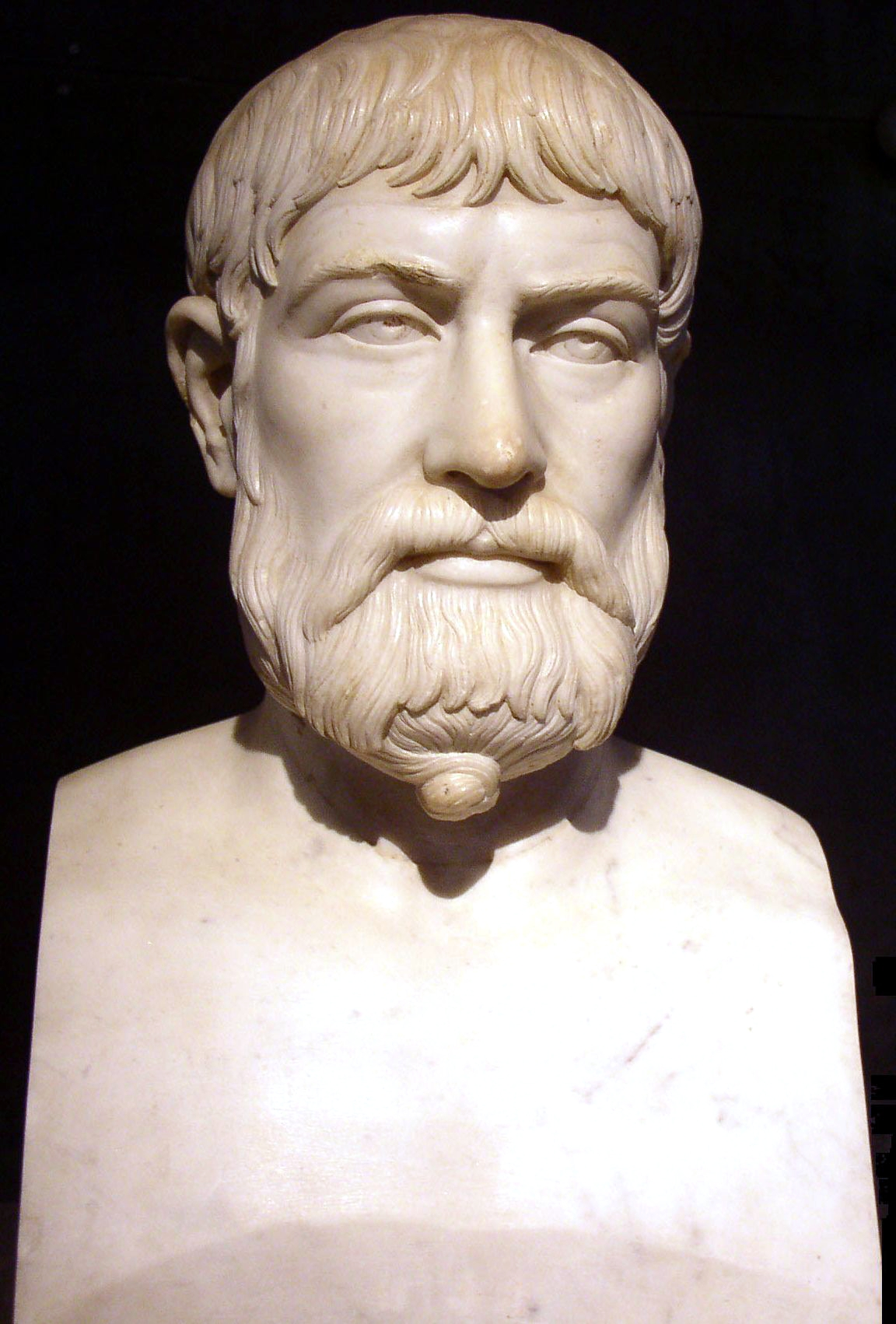
ピンダロス胸像
（ローマ時代の模写）

古代ギリシアの祝勝歌が最盛期を迎えたのは、二人の詩人、ピンダロスとバッキュリデースの時代であった。
バッキュリデースはキオース島（EN）で紀元前520年頃に生まれたとされる。シモーニデースの甥であった。古代ギリシアの9歌唱詩人の一人で、彼の作品はヘレニズム時代の紀元5世紀頃まではよく知られていたが、ほとんどの作品が断片の形でしか伝わっていなかった。しかし、1896年にエジプトのヘリオポリス・マグナ（現在の El-Ashmunein ）でほぼ完全な形の「祝勝歌集」と『ディテュランボス』の前半部分が発見されたことから、その作風を確認することが可能となった。
バッキュリデースはシラキュサの僭主ヒエロンの元に、シモーニデースやピンダロス同様に、客として滞在していたと考えられる。ヒエロンの宮廷において、ピンダロスと彼は敵対関係にあったとも伝えられているが、後世の伝記作者の捏造である。
バッキュリデースの作風は、その『ディテュランボス（ディオニューソス讃歌）』で示されているように、ディオニューソス的な騒擾と地上的な賑やかさにあるが、これはピンダロスが『ピューティア第一祝勝歌』で示しているアポローン的な天的静謐さとは対極にあるとも言える。ピンダロスの祝勝歌は、勝利者に対する素朴な称賛の言葉だけではなく、人間とは何かという「問いかけ」が含まれている。バッキュリデースの祝勝歌は遙かに分かりやすく、依頼者の期待に応え、端的に勝利を称賛するうたとなっている。
「問いかける」悲劇詩人のエウリーピデースが、アテーナイの人々にその意図を汲み取られないまま、危険人物視され故国を去ったのと似て、ピンダロスもまた、そのうたに組み込んだ思索の深さより誤解を受けたとも言える。紀元前468年にヒエロンはオリュンピア競技祭典で戦車競走に優勝したが、ヒエロンはバッキュリデースに祝勝歌の依頼を行い、ピンダロスは無視された。ピンダロスの「人間とは何か」という問いは、現代的な意味を持っていると言える。

## 参考書籍
- ピンダロス 『祝勝歌集/断片選』 内田次信訳、京都大学学術出版会〈西洋古典叢書〉、2001年　ISBN 4-87698-129-9
- Simon Hornblower et al. ed. The Oxford Classical Dictionary Oxford U.P. 2003, ISBN 0-19-860641-9